# アンジェイ・パヌフニク
サー・アンジェイ・パヌフニク（Sir Andrzej Panufnik, 1914年9月24日 - 1991年10月27日）は、ポーランド出身の作曲家、ピアニスト、指揮者。娘は作曲家のロクサンナ・パヌフニク。

## 生涯
ワルシャワ生まれ。1932年から1936年までワルシャワ、パリ、ウィーンの音楽院に学ぶ。ウィーン時代には、日本の音楽家尾高尚忠と交際があった。
第二次世界大戦中にはワルシャワにいて、コンサートを開く仲間たちの中に加わった。また、カフェでヴィトルト・ルトスワフスキと連弾を行ってもいる。ルトスワフスキの作品中現在よく演奏される『パガニーニの主題による変奏曲』も、彼らによって演奏された。しかし、ワルシャワ蜂起によりこれまでに書き上げた作品のほとんどを失う。そのため、パヌフニクは終戦後にその一部を記憶を基に復元している。
戦後はワルシャワとクラクフの交響楽団での活動に加え、多くの国で活動した。
ポーランド人民共和国がパヌフニクの作品の出版と演奏を禁止する命令を出したことにより（1977年まで有効）、1954年にポーランドを離れ、イギリスに移住した。
1957年から1959年までバーミンガム市交響楽団の音楽監督を務めた。
1991年、ナイトの称号を送られる。同年、ロンドンのトゥイッケナムで死去した。

## 作品
パヌフニクの代表作としては10曲の交響曲（この他に、ワルシャワ蜂起で失われた2曲が存在する）がまず挙げられるが、他にも弦楽四重奏曲（3曲）や協奏曲（ヴァイオリン、ピアノなど）も作曲している。
最も有名なもののひとつに「カチンの犠牲者のために」があるが、当時カティンの森事件はナチスの単独犯行と見られており、ファシズムへの警鐘としてこの作品が書かれた。後の研究の結果ヨシフ・スターリンの下した内部粛清であったことが明らかにされたが、その時点でパヌフニクは亡くなっている。

### 管弦楽曲
- 悲劇的序曲 (1942)[2]
- 素朴な交響曲 （交響曲第1番）(1948/1955)[2]
- 古いポーランドの組曲 (1950/1955)[2]
- 悲歌的交響曲 （交響曲第2番）(1957/1966)[2]
- 神聖な交響曲 （交響曲第3番）(1963)[2][1]
- カティンの森の墓碑銘 (1967)[2][1]
- 天上の交響曲 （交響曲第5番）(1974-75)[2]
- 交響曲第8番（シンフォニア・ヴォティヴァ「平和の交響曲」または「祈りの交響曲」）(1980-81)[2] - ボストン交響楽団創設100周年記念の委嘱作品。小澤征爾の指揮で初演された。
- 希望の交響曲 （交響曲第9番）(1986)[2]
- 交響曲第10番（1988/1990）

## 没後
パヌフニク没後、若手作曲家の育成を目的として「国際アンジェイパヌフニク作曲コンクール」が四回開かれ、アガタ・ズベル、キー・ヨン・チョン、ドミニック・カルスキ、ガブリエル・パレヨン、アタナシア・ツァノウ、ジャクブ・サルウァスなどの個性派作曲家をこのコンクールから輩出した。